# Kreuzweiher (Fuchstal)
Der Kreuzweiher ist ein künstlich angelegtes Stillgewässer mit 2,22 Hektar Wasserfläche auf dem Gebiet der Gemeinde Fuchstal im oberbayerischen Landkreis Landsberg am Lech.
Der Kreuzweiher ist der dritte durchflossene See in einer Reihe von Fischweihern in einem kleinen Tal direkt östlich des Ortsteils Welden der Gemeinde Fuchstal.
Der Kreuzweiher ist Teil des Landschaftsschutzgebietes Inschutznahme der Weldner Weiher (Hof-, Kreuz-, Neu- und Mühlweiher) und der angrenzenden Landschaftsteile.